# Дорнешти
Дорнешти (рум. Dorneşti; мађ. Hadikfalva) је треће од пет села које су Секељи основали у Буковини. Село се налази на левој обали реке Сучаве у румунском делу Буковине у округу Сучава (рум. Suceava). Најближи већи град је Радауц (рум. Rădăuţi).
Остала четири села су: Иштеншегитш (рум. Tibeni), Фогадјиштен (рум. Iacobeşti), Јожеффалва (рум. Vornicenii Mici), и Андрашфалва (рум. Maneuţi).

## Историја постанка
Хадикфалва је основана 1785. године. Тадашње насеље се налази у доњем делу данашњег Дорнештиа и свако од досељеника је добио на употребу 24 хектара обрадиве земље и рита. Други део насељеника је стигао мало касније. Они су претходно били насељени у месту звано Лаудонфалва (данас Балкоц), али због недостатка питке воде они су се преселили у Хадикфалву и то у горњи део града. Ова група досељеника је добила по 12 хектара обрадиве земље и рита.
Село је добило име по Андрашу Хадику (мађ. Hadik András), који је одиграо главну улогу у процесу насељавања ових крајева са Секељима. Пре насељавања овог дела са Секељима, у близини је већ постојало мало насеље по имену Дорнешти, у ствари манастир који је издавао земљу у закуп и вероватно да данашње румунско име потиче одатле.
Изградња кућа и самог места је финансирана бескаматним државним кредитом а потреба за дрвном грађом се попуњавала из Сучавице, румунског насеља, удаљеног 30 km.

## Вера и култура

### Црква
Секељи су недуго после доласка у нову средину подигли једну малу католичку цркву, наравно од дрвета јер је у то доба било најбрже и најрентабилније. Међутим 1797. године та црква је у пожару до темеља изгорела. На истом месту је подигнута нова црква, која се помиње као Шаламонова црква по пројектанту Шаламон Иштвану (мађ. Salamon István). Али због честих поплава данашња велика црква је подигнута нешто више неких 60 година после оснивања села негде 1845. године.
Током Првог светског рата црква је претрпела доста штете како споља тако и изнутра (олтар и оргуље су уништени), зато је 1933. године под вођством Шебештчан Антала (мађ. Sebestyén Antal) комплетно реновирана чак и додато неколико просторија. Од свих пет села хадикфалва је имала највећу цркву, могло је да стане и до 600 верника.
Секељи су напустили село 1941, а после тога бригу о цркви преузели су Румуни који су је претворили у православну цркву пошто су били православне вере. Током 1980. године поново је реновирана и један од старих мањих олтара је претворен у главни олтар за католике где се једном месечно одржава миса за њих. Слика са олтара, мањи крст, неколико кипова светаца и црквене заставе Секељи су понели са собом, а данас се могу видети у великом Бечу.

### Капеле
Капеле су изграђивли имућнији људи у знак захвалности. Тако је Мартон Пал (мађ. Márton Pál) 1885. године подигао капелу у Нађпусти (мађ. Nagypuszta), а капела у гробљу је подигнута 1908. године. Петер Амбаруш (Péter Ambarus) је 1930. подигао капелу на крају Шандарове улице (мађ. Sándárok utca) и њу су звали Херманова капела. Чобот Антал (мађ. Csoboth Antal) је 1931. године подигао капелу. Још постоје Ференцова, Матеова и Јакаб Анталкина капела. 

### Школа
У Хадикфалви прва школа је подигнута 1786. године, направљена од дрвене грађе и као таква је постојала све до 1880. године када је саграђена нова школа са четири учионице и у Нађпусти (мађ. Nagypuszta). настава је била на мађарском језику све до краја Првог светског рата када је румунски језик постао обавезан.

## Привреда

### Железница
Пруга између Букурешта и Черновица је изграђена 1873. године тако да је хадикфалва постала једна од успутних станица, развојем пруге Хадикфалва је постала један од важнијих железничких чворова на тој релацији, чак је и воз на међународној релацији Берлин−Букурешт пролазио туда, што је довело до економског развоја тог краја.

### Млин
Поред Сучаве су функционисала три млина. Горњи млин и Велики млин су подигнути од стране Чобот Антала, касније их је преузела, стицајем разних околност, јеврејска породица Крафт. Велики млин је био саграђен од дрвета и за време Првог светског рата је изгорео. На његовом месту Крафтови су подигли нову, од цигле, зграду млина на чијем крову је био водени торањ. Иначе то је био највећи млин у крају, пословао је и изван округа, широм тадашње државе.
Трећи млин је био Жоровски (мађ. Zsorovszki) млин, који је имао највећи промет јер је имао капацитет и за мале количине које су сељаци доносили, за разлику од Крафта који је радио само на велико, а по причи мештана брашно је било квалитетније за личну употребу.	

## Број становника и проценат по већинским етничким групама
Приликом оснивања Хадикфалва је била 100% насељена Секељима, међутим током година дошло је до одсељавања Секеља и доласка све већег броја Румуна. Известан број Секеља је напостило Хадикфалву још 1883. године, када су се одселили за Скореновац, Иваново и Војловицу. Тренд се наставио током година између два светска рата, исељавањим у друге крајеве широм Мађарске, а било је и повратка у Ердељ, тако да од 1941. године нема више ни једне фамилије Секељ, а према попису из 2002. године стање у Дорнештију је следеће:
| Година | Број становника | РумуниОво | РомијесаС | Пољацирпс | Украјинци | НемцикеВи | Мађарики | ЈеврејиВЛ |
| 2002.  | 4,365           | 4,177     | 162       | 13        | 6         | 5         | 1        | 1         |

## Галерија
| - Копја - Поглед на село - Споменик и копја на гробљу - Фреске на цркви - Улаз у цркву - Споменик „пет села” Секеља |